# 美式摩尔斯电码

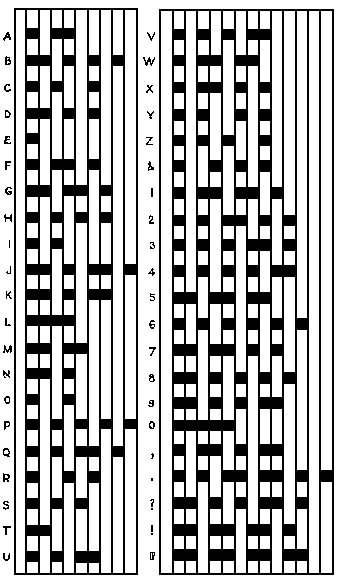
1911年美国标准摩尔斯电码字符表

美式摩尔斯电码（又称铁路摩尔斯电码）是摩尔斯电码原始版本的晚期名称，由塞缪尔·摩尔斯和阿尔弗雷德·维尔于十九世纪四十年代中期为电报通信开发。在世界大部分地区采用“国际摩尔斯电码”后，继续使用原始摩尔斯电码的公司主要位于美国。美式摩尔斯电码现已濒临灭绝，如今它最常见于美国铁路博物馆和美国内战重演活动。而今天的“摩尔斯电码”几乎总是指取代美式摩尔斯电码的国际摩尔斯电码。

## 历史
美式摩尔斯电码最早是在巴尔的摩-华盛顿电报线上开始使用，这是一条在马里兰州巴尔的摩与华盛顿特区国会大厦旧最高法院会议厅之间修建的电报线。第一条使用美式摩尔斯电码拍发的电报“上帝创造了什么”于1844年5月24日由身处华盛顿的摩尔斯发送给位于巴尔的摩的巴尔的摩和俄亥俄铁路（B&O）外部机车库（现为B&O铁路博物馆）的阿尔弗雷德·维尔。这条信息是《圣经》《民数记》第23章第23节中的一节经文，是由康涅狄格州州长的女儿安妮·埃尔斯沃斯为摩尔斯挑选的。韦尔在巴尔的摩收到的原始纸带现陈列在华盛顿特区的国会图书馆
在其最初的版本中，摩尔斯电码规范包括以下内容：
1. 短标记/点（ ▄ ）
2. 长标记/划（ ▄▄ ）
3. 字符内间隙（字符中点和划之间的标准间隙）
4. 短间隙（字母之间）
5. 中等间隙（单词之间）
6. 长间隙（句子之间）
7. 字符内长间隙（C、O、R、Y、Z 和&中使用的更长的内部间隙）
8. 长划（ ▄▄▄▄ ，字母 L）
9. 更长的划（ ▄▄▄▄▄▄▄▄▄▄▄ ，数字 0）

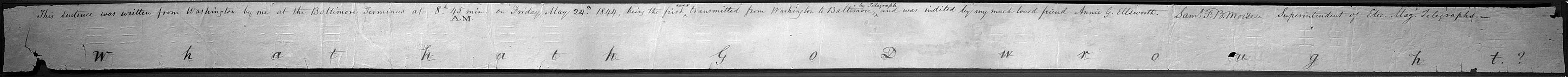
美国第一封公开电报“上帝创造了什么”，由塞缪尔·莫尔斯于1844年发送。

其他公司和国家很快也开发出了原始摩尔斯电码的其他版本，其中，一项最初由弗雷德里克·克莱曼·格尔克于1848年在德国创建的标准脱颖而出。该标准更为简单，它删去了字符内的长间隙和两个长划，对11个字母和大多数数字的代码进行更改。格尔克编码在海底电报电缆的传输中使用具有明显的优势。电缆会遭受一种失真：就像有人较快的语速讲话容易让其他人听不清一样，电码中密集点比例越高，它们相互之间产生的干扰越大，使信号模糊不清。随着电缆长度的增加，这种失真会越发严重。由于跨洋电缆的长度，失真严重限制了莫尔斯电码的发送速率。例如，1858年的第一条跨大西洋电报电缆只能维持每分钟不到1个词的传输速率。 这种干扰对美式摩尔斯电码来说更为严重，因为它的密集点比例比格尔克电码的更大。 
1851年，德奥电报联盟在一次会议上采用了格尔克电码作为电缆传输的标准。由于德奥电报联盟同意跨境直接连接电缆（而不是由运营商重新编码和重新传输），因此有制定通用代码的必要。该代码于1865年被采纳为欧洲标准，最初被称为“大陆摩尔斯电码”，随着其使用的普及，它也被称为“国际摩尔斯电码”。此时，原始摩尔斯电码开始被称为美式摩尔斯电码，以区分两个主要标准。
在美国，采用国际摩尔斯电码遇到了一些阻力。这导致美国的电报操作员需要精通这两种代码，因为跨大西洋电缆上的信息采用国际摩尔斯电码，而传入的信息需要以美式摩尔斯电码重新编码和发送。 1854年，美国的电报公司试图将国际摩尔斯电码作为美国的标准，但遭到了拒绝。美国大部分陆地线路都使用架空电线，其失真问题远不及海底或地下电缆那么严重，而且这些公司也不想对员工进行再培训。  1872 年智利的电报条例要求电报员必须懂“德国和美国”两种电码。 
19世纪90年代末，使用摩尔斯电码的无线电报被发明。 大多数无线电操作员使用他们最熟悉的电码版本——在美国使用美式摩尔斯电码，在欧洲使用大陆摩尔斯电码。然而，由于无线电信号范围很远，这种特性决定了无线电报需要单一的国际标准。

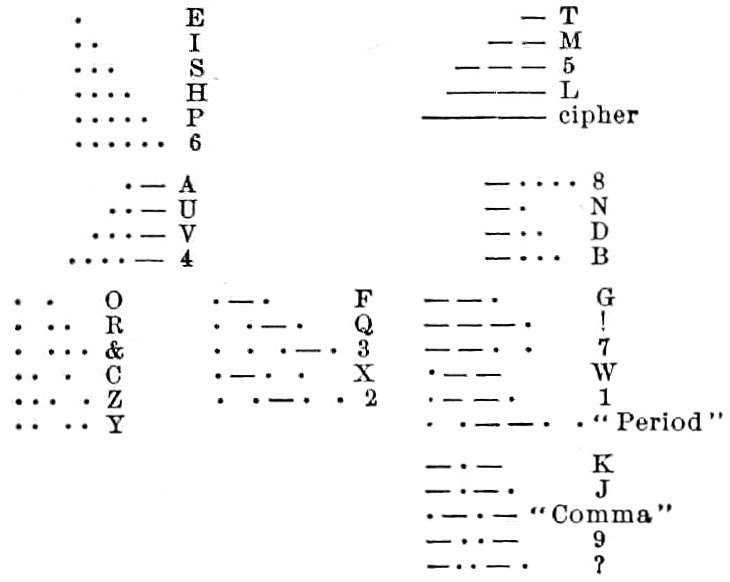
1905年摩尔斯电码对照表

1912年，在伦敦举行的无线电报大会上，大会关于“无线电报传输”的部分包括了这样一条声明：“无线电报所采用的编码是国际摩尔斯电码。”即使在此之后，美式摩尔斯电码仍然在美国大部分地区使用：美式摩尔斯电码仍然是美国固定电话电报公司（包括占主导地位的西联电报公司）的标准，它常用于五大湖地区以及大西洋和太平洋沿岸的国内无线电传输。然而，国际摩尔斯电码在远洋船舶的无线电通信中占据主导地位，许多美国船上电报员都能够根据需要熟练地拍发两种版本的电码。

## 优缺点
正如前面提到的，由于点密度较高，美式摩尔斯电码不太适合通过电缆传输。然而，同样的特性加上更短的破折号带来了代码更短和发送速度更快的优势。同一操作员使用美式摩尔斯电码发送速度比使用国际摩尔斯电码发送速度至少快20%。
但是美式摩尔斯电码的复杂性高，具有多种长度的划和间隙，导致新手操作员容易出错。

## 后续发展
随着时间的推移，随着陆地架空电缆电报的消失以及摩尔斯电码商业通信使用的结束，美式摩尔斯电码已濒临灭绝。在美国，业余无线电爱好者的群体中曾包括许多现役和退休的商业陆地电报操作员，他们更喜欢使用美式摩尔斯电码进行业余无线电传输，因此CW（连续波）业余频段曾混合使用美式摩尔斯电码和国际摩尔斯电码。然而，如今即使是美国业余爱好者也几乎只使用国际摩尔斯电码了。

## 美式和国际摩尔斯电码的比较
| 字母 | 国际码 | 美式码 |   | 字母 | 国际码 | 美式码 |   | 数字 | 国际码 | 美式码 |
| A    | ▄      | ▄      | N | ▄    | ▄      | 0      | ▄ | ▄    |        |        |
| B    | ▄      | ▄      | O | ▄    | ▄      | 1      | ▄ | ▄    |        |        |
| C    | ▄      | ▄      | P | ▄    | ▄      | 2      | ▄ | ▄    |        |        |
| D    | ▄      | ▄      | Q | ▄    | ▄      | 3      | ▄ | ▄    |        |        |
| E    | ▄      | ▄      | R | ▄    | ▄      | 4      | ▄ | ▄    |        |        |
| F    | ▄      | ▄      | S | ▄    | ▄      | 5      | ▄ | ▄    |        |        |
| G    | ▄      | ▄      | T | ▄    | ▄      | 6      | ▄ | ▄    |        |        |
| H    | ▄      | ▄      | U | ▄    | ▄      | 7      | ▄ | ▄    |        |        |
| I    | ▄      | ▄      | V | ▄    | ▄      | 8      | ▄ | ▄    |        |        |
| J    | ▄      | ▄      | W | ▄    | ▄      | 9      | ▄ | ▄    |        |        |
| K    | ▄      | ▄      | X | ▄    | ▄      |        |   |      |        |        |
| L    | ▄      | ▄      | Y | ▄    | ▄      |        |   |      |        |        |
| M    | ▄      | ▄      | Z | ▄    | ▄      |        |   |      |        |        |

### 常用标点符号
| 标点符号 | 国际码 | 美式码 |                    | 标点符号 | 国际码 | 美式码 |
| 句号 [.] | ▄      | ▄      | 撇号[']            | ▄        | ▄      |        |
| 逗号 [,] | ▄      | ▄      | 斜线 [/]           | ▄        | ▄      |        |
| 问号 [?] | ▄      | ▄      | 连字符 [-]         | ▄        | ▄      |        |
| 叹号[!]  | ▄      | ▄      | 括号 (open) [(]    | ▄        | ▄      |        |
| &        | ▄      | ▄      | 反括号(close) [)]  | ▄        | ▄      |        |
| 段落     | ▄      | ▄      | 引号 (open) ["]    | ▄        | ▄      |        |
| 分号[;]  | ▄      | ▄      | 反引号 (close) ["] | ▄        | ▄      |        |
| 冒号[:]  | ▄      | ▄      |                    |          |        |        |